# ديانا هويوس
ديانا هويوس (بالإسبانية: Diana Hoyos)‏ (ولدت 22 ابريل عام 1989 وهي ممثلة ومغنية كولومبية، معروفة في العالم العربي عن دورها في مسلسل الحب والخوف الذي عرض على قناة فوكس في يناير 2012).

## سيرتها
ولدت ديانا هويوس بمدينة كالي (مدينة)، كولومبيا في 22 من ابريل عام 1989.
بدأت مشوارها الفنى في التلفاز في برنامج الواقع Popstars بوب ستارز، ووصلت إلى النهائيات. وكان هذا بمثابة دافع لها لتقوم بالعديد من الأدوار في إنتاجات كاركول Caracol مثل La Jaula القفص، El Vuelo de la cometa طيران الطائرات الورقية، Expedientes سجلات، Floricienta فلوريثينتا (في النسخة الكولومبية)، والعديد من الأعمال الأخرى. حتى قامت بدور البطولة في المسلسل الكولومبى الشهير Oye Bonita، والذي احتل المركز الأول لمدة عامين في التلفزيون الكولومبى. كما انخرطت الممثلة ديانا هويوس في العمل السينمائي. ولقد قامت مؤخراً بإصدار البومها الغنائي الأول تحت عنوان "Diana Hoyos". ولقد قامت بتصوير إحدى هذة الاغاني وهي أغنية "La mala" التي حازت على اعجاب الجمهور.

## أعمالها
- الحب والخوف (2011) مسلسل، اليسيا بنيتس وألبرتو أراجون
- El Cartel de los sapos الملصق (مسلسل تلفزيونى) (2010) مسلسل... زوي كارمونا
- Oye Bonita يا جميلة (2008) مسلسل، ديانا «الجميلة»
- Floricienta فلوريثنتا (2006) مسلسل، كلارا
- Decisiones القرارات (2005)
- El vuelo de la cometa طيران الطائرات الورقية (2004) مسلسل، ماريا كونسويلو مارتينيز
- El carro السيارة (2003) فيلم، لورينا
- La jaula القفص (2003) مسلسل، روسا
- Popstars: Colombia بوب ستار (2002) مسابقة، وصلت للنهائيات

## روابط خارجية
- ديانا هويوس على موقع IMDb (الإنجليزية)
- ديانا هويوس على موقع قاعدة بيانات الفيلم (الإنجليزية)